# CD2
El CD2 (cluster of differentiation 2) és una proteïna trobada a la superfície de les cèl·lules T i les citocides naturals amb finalitat d'adherir cel·lularment. Interacciona amb altres molècules d'adhesió com l'LFA-3 (CD58) en humans, o el CD48 en rosegadors, que s'expressen en les superfícies d'altres cèl·lules. També s'ha anomenat superfície d'antigen de cèl·lula T, T11/Leu-5, LFA-2, receptor de LFA-3, receptor d'eritròcit i receptor roseta. A més de les seves propietats d'adhesives, el CD2 també actua com a molècula coestimuladora de les cèl·lules T i NK. Degut a les seves característiques estructurals, el CD2 és un membre de la superfamília de les immunoglobulines; posseeix dos dominis del tipus immunoglobulina en la seva part extracel·lular.